# 上九一色村
上九一色村（かみくいしきむら）は、山梨県国中地方、西八代郡にあった村。
2006年（平成18年）3月1日、北部の古関・梯地区が甲府市へ、南部の精進・本栖・富士ヶ嶺地区が南都留郡富士河口湖町にそれぞれ編入された。
地名の「九一色」は古来は「工一色」と書き、農耕用道具や籠、下駄などを作る職人が多くいて、村中が工一色（たくみひといろ）であったところから名付けられたといわれる。
九一色村は明治時代に上九一色村と下九一色村に分かれ、下九一色村は現在の身延町と市川三郷町の一部である。

## 地理
- 東八代郡中道町および芦川村、西八代郡市川三郷町、南巨摩郡身延町、南都留郡富士河口湖町および鳴沢村、静岡県富士宮市に隣接している。
- 富士五湖のうち精進湖と本栖湖が村内にある。
- 本栖湖については西半分の湖岸は南巨摩郡身延町（旧西八代郡下部町）に属するが、湖面は境界未定で、上九一色村では全ての湖面が村に属すると主張していた[要出典]。
- 村の東部、富士河口湖町および鳴沢村との間には青木ヶ原樹海があり、村の南部から富士宮市にかけては富士ヶ嶺高原が広がっている。富士ヶ嶺高原は富士山麓に位置し、酪農が盛んである。
- 村域は御坂山地によって南北に隔てられ、北側は富士川の支流芦川に沿った山村、南側は海抜900〜1000 m前後の高原地帯となっている。

## 歴史
- 中世には甲駿間を結ぶ中道往還が通じ、九一色郷[1]に九一色衆と呼ばれる在郷の武士団が住み、戦功により武田氏から諸役免除の朱印状を受けた。天正10年（1582年）6月の「天正壬午の乱」において、渡辺囚獄佑ら九一色衆の土豪は徳川方に属して活躍し、武田氏時代の特権は徳川家康の朱印状により認められ、江戸時代を通して商業上の利益を得た。
- 1874年（明治7年）11月 - 八代郡古関村・梯村・精進村・本栖村・折門村・八坂村・下芦川村・三帳村・高萩村・垈村・中山村・畑熊村が合併して九一色村となる。
- 1878年（明治11年）7月22日 - 郡区町村編制法の施行により、九一色村が西八代郡の所属となる。
- 1889年（明治22年）7月1日 - 町村制の施行により、九一色村の一部（明治7年11月合併以前の旧古関村・旧梯村・旧精進村・旧本栖村）の区域をもって上九一色村が発足（残部は下九一色村となる）。
- 1945年（昭和20年） - 本栖三ヶ水に満洲国からの満蒙開拓団引揚者による富士ヶ嶺開拓団が入植。
- 1957年（昭和32年） - 上記地区を富士ヶ嶺と改称。
- 1973年（昭和48年） - 甲府精進湖有料道路供用開始により、村の北部と南部が直接自動車で行き来可能になる（それ以前は徒歩で女坂峠を越えるか、車で国道300号（旧下部町経由）か国道137号（御坂峠経由）を通るしか手段がなく、いずれの場合も1時間以上を要した）。
- 1994年（平成6年） - 甲府精進湖有料道路が無料開放。
- 2006年（平成18年）3月1日 - 分割により、大字梯・古関が甲府市、大字精進・本栖・富士ヶ嶺が南都留郡富士河口湖町に編入。同日上九一色村廃止。

## 交通
- 村内に鉄道は無い（最寄駅は身延線の下部温泉駅、富士急行線の河口湖駅など）。自家用車などではない場合、公共交通についてはバスやタクシー等に頼ることになる。
- 村南部を走る国道139号によって富士吉田方面や富士宮方面と結ばれ、また精進地区で分岐する国道358号で甲府方面と、本栖地区で分岐する国道300号で身延方面と結ばれている。
- 村の南北を結ぶ国道358号は、かつては「甲府精進湖有料道路」であったが、1994年に無料化された。
- 国道139号は青木ヶ原樹海の上を、巨大な橋で跨いでいる。この道路の開通により、富士吉田市方面との交通の便が飛躍的に向上し、現在では本栖湖とバスタ新宿を結ぶ高速バスも運行されている。

## オウム真理教事件とその後

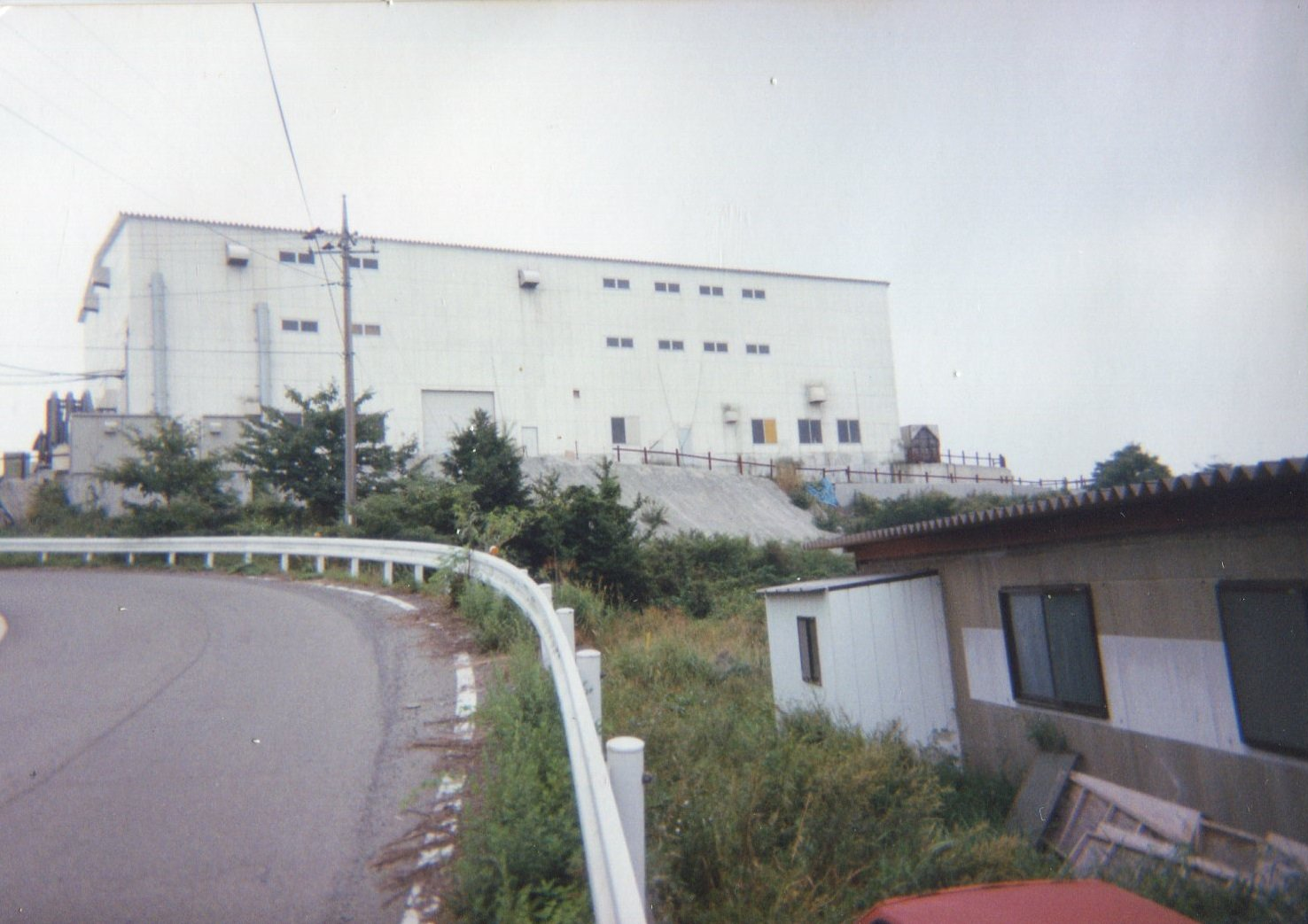
上九一色村のオウム真理教施設（1996年9月8日撮影）

1989年（平成元年）から村に進出したオウム真理教は、開拓農民が手放した元国有地の富士ヶ嶺地区の各所に、サティアンと呼ばれる多数の出家信者が居住する施設を建設し、サリン製造などオウム真理教事件を起こした犯罪の拠点となった。さらに村民の住宅から、オウム真理教が仕掛けたと思われる盗聴器が多数発見された。
1995年（平成7年）3月20日、東京都の営団地下鉄（現東京メトロ）の通勤電車を対象にした地下鉄サリン事件が発生し、2日後の3月22日、サティアンに警視庁の強制捜査が行なわれ、同年5月16日に開祖である麻原彰晃が逮捕されるに至り、サティアンはことごとく取り壊され、翌1996年（平成8年）10月31日限りで最後まで村に残っていた信者らが、教団の破産管財人の退去勧告に基づき、教団が決めた退去期限を迎えると共に退去、7年ぶりに教団の撤退が実現した（捜査対象として残っていた、第7サティアンの「サリンプラント」を除く）。
この大捜査では、数百名に及ぶ警察官（自衛隊から貸し出しを受けた迷彩服様の化学防護衣着用の警視庁・山梨県警捜査員）が派遣され、多くのマスコミ取材班も現地に張り付いた。毒ガスの使用も懸念されたため、陸上自衛隊の化学防護隊も出動し、村は一時期混乱状態に陥った。連日に及ぶ報道の結果『オウムの村』として、上九一色村の認知度は一挙に日本各地に知れ渡った。
その後、負のイメージからの回復のため、1997年（平成9年）にテーマパーク「富士ガリバー王国」を誘致して運営していたが、実質的な経営を行っていた新潟中央銀行が1999年に経営破綻。この影響で金融整理管財人が預金保険機構となり、さらに競売に掛けられるも買い手はなく資産管理会社の整理回収機構に債権譲渡された事より、2001年（平成13年）10月28日を以て閉鎖された。

## 分割と編入の経緯
上九一色村は西八代郡に属していたが、行政のつながりでは富士河口湖町、富士吉田市などとともに富士五湖広域行政事務組合（事務局：富士吉田市下吉田六丁目）の構成村として富士北麓地域に多くを委託していた。電話の市外局番も吉田MAに属する0555区域となっている。その村域は御坂山地を境に二分され、南側の高原地帯には精進と本栖と富士ヶ嶺の各地区が、北側の山峡には梯と古関の両地区があった。
南北は国道358号で結ばれ、村役場は古関地区に置かれていたが、南北を結ぶバス路線はなく、住民の生活圏も、北部は甲府市や中道町や市川三郷町などとの、南部は富士北麓地域との結び付きが強かった。
官署の管轄も北部と南部では違い、例えば警察署は北部が市川署（市川三郷町）、南部が富士吉田署の管轄で、また保健所は北部が甲府保健所、南部が吉田保健所（富士吉田市）の管轄下にあった。さらに、南部には精進湖、本栖湖があることから、観光面でも富士河口湖町などと一体化していた。
こうした生活圏の違いを背景に、住民アンケートに基づいて北部は甲府市、中道町、芦川村との合併を、南部は河口湖町、勝山村、足和田村との合併を目指すことになり、2002年にそれぞれ法定合併協議会を設置した。
南部については、協議過程で上九一色村と河口湖町、勝山村、足和田村との間で意見がまとまらなかったため、3町村が2003年11月15日に合併して富士河口湖町となり、北部の甲府市などとの合併時に南部を分離して富士河口湖町に編入する方針となった。
だが、甲府市などの法定合併協議会では中道町が住民投票の結果を受けて離脱し、芦川村も同調して合併協議は崩壊した。さらに南部でも「富士河口湖町」の名称決定に不満を持つ住民による、合併の見直しを求める請願があり、これが議会で採択された後、村議会で全域での甲府市との飛地合併が検討されるようになった。
全村での甲府市との合併は、南部の住民の間で反対が根強く、2004年6月10日に集計された住民アンケートでは「甲府市との合併」が、「分割して、北部は甲府市と合併、南部は富士河口湖町と合併」を上回ったが、僅差であったために甲府市長は慎重な姿勢をとり、2004年11月28日に「甲府市との全域合併の是非」を問う住民投票を行った結果、反対多数となり、全域合併を断念した。
その後、南部については、村議会は鳴沢村との合併を打診したが、同村が合併しない方針を取り続けたために断念し、富士河口湖町との合併協議を再開することとなり、2005年1月4日に上九一色村長が富士河口湖町に合併協議の再開を申し入れて、2005年1月31日に富士河口湖町との法定協議会を設置した。
一方で、北部については甲府市との合併を引き続き検討したが、甲府市との合併協議からの離脱後、笛吹市との合併を検討していた中道町が住民アンケートの結果（「甲府市と合併特例法期限内に合併」が過半数）を受け、上九一色村北部とともに甲府市との合併を再協議することとなり、2005年2月2日に、甲府市・中道町・上九一色村北部で法定協議会を設置した。
両協議会ともに、合併期日を2006年3月1日とすることで合意し、細部の協議項目については過去の協議実績があったため、順調に協議が進み、2005年2月28日には甲府市・中道町・上九一色村北部、3月3日には富士河口湖町と上九一色村南部の合併協定調印式が行われた。双方の合併関連議案が3月16日までに関係各市町村議会で、7月6日には山梨県議会で可決され、7月29日に総務大臣が官報に告示したことにより、「平成の大合併」においては他に例を見ない「分合両用」による市町村分割が、正式に決定された。
双方とも、合併後の町字名に旧町村名は使わないこととなった。これにより、オウム真理教の事件により知れ渡った村の名前も、2006年2月限りで消えることとなった。

## 出身有名人
- セッド・ジニアス（プロレスラー）
- 渡辺純一（プロボクサー、元日本スーパー・バンタム級王者）

## 名物
- くいしき味噌 - 上九一色地区で採られる青大豆を原料に作られる味噌[5]。2016年2月19日に甲府ブランド認定制度農林産物部門の伝承第1号に認定されている[5]。